# Demokratyczna Republika Konga na letnich igrzyskach olimpijskich
Reprezentanci Demokratycznej Republiki Konga po raz pierwszy pojawili się na letnich igrzyskach olimpijskich w 1968 roku. Reprezentanci tego kraju po igrzyskach w Meksyku, po raz kolejny na zawodach pojawili się dopiero 16 lat później jako Zair i pod tą nazwą występowali aż do igrzysk w Atlancie. Do tej pory zawodnicy z tego kraju nie zdobyli żadnego medalu.

## Klasyfikacja medalowa
| Miejsce             | Złoto | Srebro | Brąz | Razem |
| ------------------- | ----- | ------ | ---- | ----- |
| 1968 Meksyk         | 0     | 0      | 0    | 0     |
| 1984 Los Angeles    | 0     | 0      | 0    | 0     |
| 1988 Seul           | 0     | 0      | 0    | 0     |
| 1992 Barcelona      | 0     | 0      | 0    | 0     |
| 1996 Atlanta        | 0     | 0      | 0    | 0     |
| 2000 Sydney         | 0     | 0      | 0    | 0     |
| 2004 Ateny          | 0     | 0      | 0    | 0     |
| 2008 Pekin          | 0     | 0      | 0    | 0     |
| 2012 Londyn         | 0     | 0      | 0    | 0     |
| 2016 Rio de Janeiro | 0     | 0      | 0    | 0     |
| 2020 Tokio          | 0     | 0      | 0    | 0     |

## Medaliści letnich igrzysk olimpijskich z Demokratycznej Republiki Konga

### Złote medale
Brak

### Srebrne medale
Brak

### Brązowe medale
Brak